# Panayboomtimalia
De panayboomtimalia (Zosterornis latistriatus synoniem: Stachyris latistriata) is een zangvogel uit de familie Zosteropidae (brilvogels). De vogel werd al in 1987 tijdens onderzoek naar het voorkomen van Prins-Alfredhert (Cervus alfredi) waargenomen. In het najaar van 1989 werden meer vogels gevangen en onderzocht en in 1990 werd de soort geldig beschreven.

## Herkenning
De vogel is 15 cm lang en lijkt sterk op de andere op de Filipijnen voorkomende boomtimalia's. Deze soort is opvallender en contrastrijk, zwart gestreept op buik en borst op een roomkleurig witte ondergrond. Verder zijn ook de wangen en de kin roomkleurig wit en heeft de vogel een dunne zwarte oogstreep. Van boven is deze boomtimalia olijfgroen.

## Verspreiding en leefgebied
De panayboomtimalia komt alleen voor op het Filipijnse eiland Panay. De soort is daar waargenomen op op Mount Baloy, Mount Madja-as en in Dagsalan bij de bovenloop van de Aklan, Mount Mataling, Mount Borangbato en Mount Mantalingajan. Het leefgebied bestaat uit natuurlijk, tropisch montaan bos en nevelwoud tussen de 1100 en 1900 m boven zeeniveau.

## Status
De grootte van de populatie is niet gekwantificeerd. In geschikt leefgebied is de vogel niet zeldzaam. Het leefgebied dat niet bestaat uit afgelegen, rotsige hellingen met moeilijk toegankelijk bos, wordt aangetast door grootschalige ontbossingen waarbij natuurlijk bos wordt omgezet in gebied voor agrarisch gebruik. Om deze redenen staat deze soort als gevoelig op de Rode Lijst van de IUCN.